# يد الله (كرة القدم)

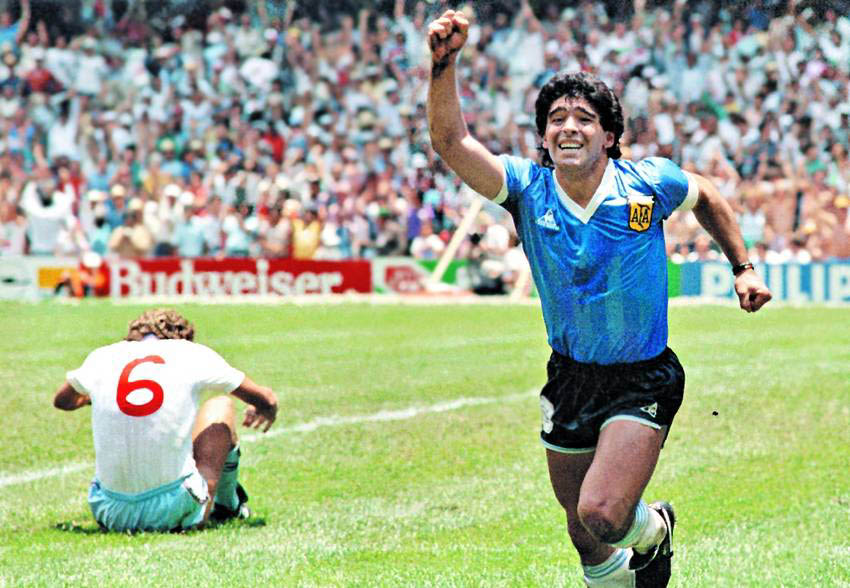
مارادونا بعد إحرازه للهدف

يد الله هو الهدف الذي أحرزه اللاعب الأرجنتيني دييغو أرماندو مارادونا في شباك المنتخب الإنجليزي يوم 22 يونيو 1986 ولكن ليس ككل الأهداف لأن مارادونا سجله بيده اليسرى وقام الحكم الدولي التونسي علي بن ناصر باحتسابه.

## ردود الفعل
| يد الله (كرة القدم) | لقد سجل الهدف بشيء قليل من رأس مارادونا وشىء قليل من يد الله | يد الله (كرة القدم) |
| — عبارة دخلت التاريخ، أطلقها دييغو مارادونا قائد منتخب الأرجنتين الذي سجله هدف الفوز بيده في مرمى منتخب إنجلترا في الدور ربع النهائي من بطولة كأس العالم لكرة القدم 1986. |                                                              |                     |

| يد الله (كرة القدم)                 | هو سينقله إلى دييجو ، هناك مارادونا معه ، ورجلين عليه ، ومارادونا يخطو على الكرة ، وهناك يسقط الجناح الأيمن للعبقري في كرة القدم العالمية ، يغادر الجناح ويمررها إلى بوروتشاغا .. لا يزال مارادونا! العبقري! العبقري! العبقري! هناك ، هناك ، هناك ، هناك ، هناك! هدف! هدف! أريد أن أبكي ، يا الله القديسة ، تحيا كرة القدم! ياله من هدف! دييغو يسجل هدفا! مارادونا! إنه يبكي ، إسمح لي! مارادونا ، في جولة لا تنسى ، في أفضل لعبة في جميع الأوقات! القليل من الطائرات الورقية الكونية ، أيها الكوكب الذي جئت منه ، لترك الكثير من الإنجليز ، حتى تصبح البلاد قبضة نكرة مكتومة للأرجنتين؟ الارجنتين 2 ، انكلترا 0! دييغو ، دييغو ، دييجو أرماندو مارادونا! أشكركم ، يا الله ، على كرة القدم ، لمارادونا ، على هذه الدموع ، لهذا الأرجنتين 2 ، إنجلترا 0. | يد الله (كرة القدم) |
| — فيكتور هوغو موراليس معلق المباراة | |                     |

## تفاصيل المباراة
| الأرجنتين         | 2 – 1 | إنجلترا    |
| ----------------- | ----- | ---------- |
| مارادونا 51'، 54' | تقرير | لينيكر 80' |